# Großer Preis von Belgien 2008

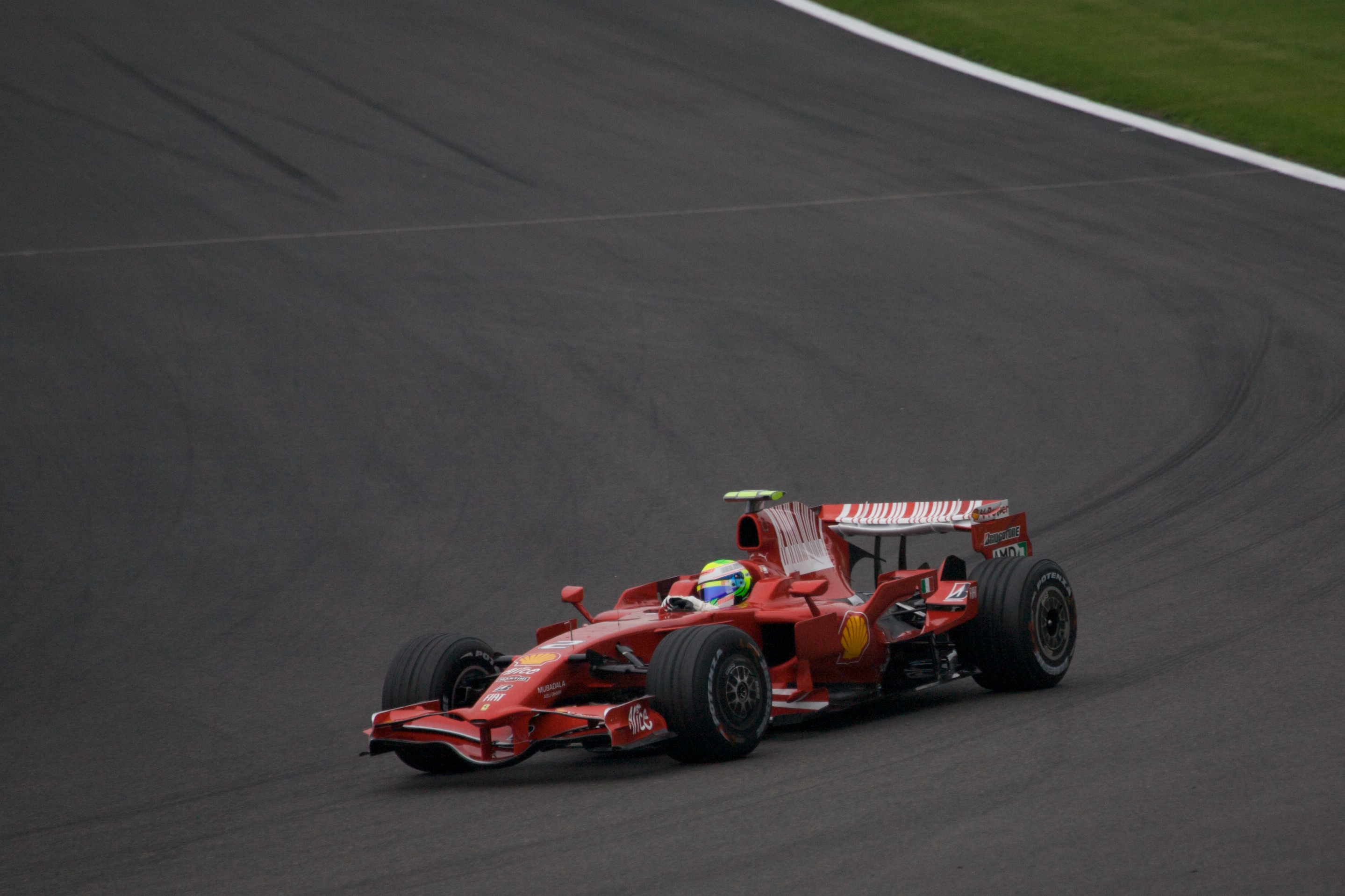
Felipe Massa profitierte von der Strafe für Hamilton und erbte den Sieg

Der Große Preis von Belgien 2008 (offiziell 2008 Formula 1 ING Belgian Grand Prix) fand am 7. September auf dem Circuit de Spa-Francorchamps in Spa statt und war das 13. Rennen der Formel-1-Weltmeisterschaft 2008.

## Berichte

### Hintergrund
Nach dem Großen Preis von Europa führte Lewis Hamilton in der Fahrerwertung mit sechs Punkten vor Felipe Massa und mit 13 Punkten vor Kimi Räikkönen. In der Konstrukteurswertung führte Ferrari mit acht Punkten vor McLaren-Mercedes und mit 25 Punkten vor BMW Sauber.
Mit Räikkönen (dreimal) trat ein ehemaliger Sieger zu diesem Grand Prix an.

### Training
Im ersten freien Training setzte sich Massa bei trockenem Wetter klar vor Räikkönen, Hamilton und Heikki Kovalainen an die Spitze. Bis auf einer Vielzahl Ausritte, die aber allesamt ohne Folgen blieben und einigen aberkannten Zeiten wegen Abkürzens der Bus-Stop-Schikane kam es zu keinen Vorkommnissen.
Im zweiten Training kam leichter Regen auf. Fernando Alonso fuhr die Bestzeit vor Massa und Kovalainen. Eine Drehung von Räikkönen führte zu einer Kettenreaktion, die vor allem den Force India zum Verhängnis wurde.
Im dritten Freien Training, das aufgrund der anfangs feuchten und dann abtrocknenden Bedingungen genau wie der erste Trainingstag kaum Rückschlüsse auf das Kräfteverhältnis zuließ, fuhr Nick Heidfeld die schnellste Zeit. Für den einzigen nennenswerten Zwischenfall der Session sorgte Jenson Button, dessen Honda nach nur drei Minuten ausfiel.

### Qualifying
Das Qualifying bestand aus drei Teilen mit einer Nettolaufzeit von 45 Minuten. Im ersten Qualifying-Segment (Q1) hatten die Fahrer 18 Minuten Zeit, um sich für das Rennen zu qualifizieren. Die besten 15 Fahrer erreichten den nächsten Teil. Sébastien Bourdais war Schnellster. Jeweils die beiden Force-India- und Honda-Piloten sowie Kazuki Nakajima schieden aus.
Der zweite Abschnitt (Q2) dauerte 15 Minuten. Die schnellsten zehn Piloten qualifizierten sich für den dritten Teil des Qualifyings. Kovalainen war Schnellster. Beide Toyota, Nico Rosberg, David Coulthard und Nelson Piquet jr. schieden aus.

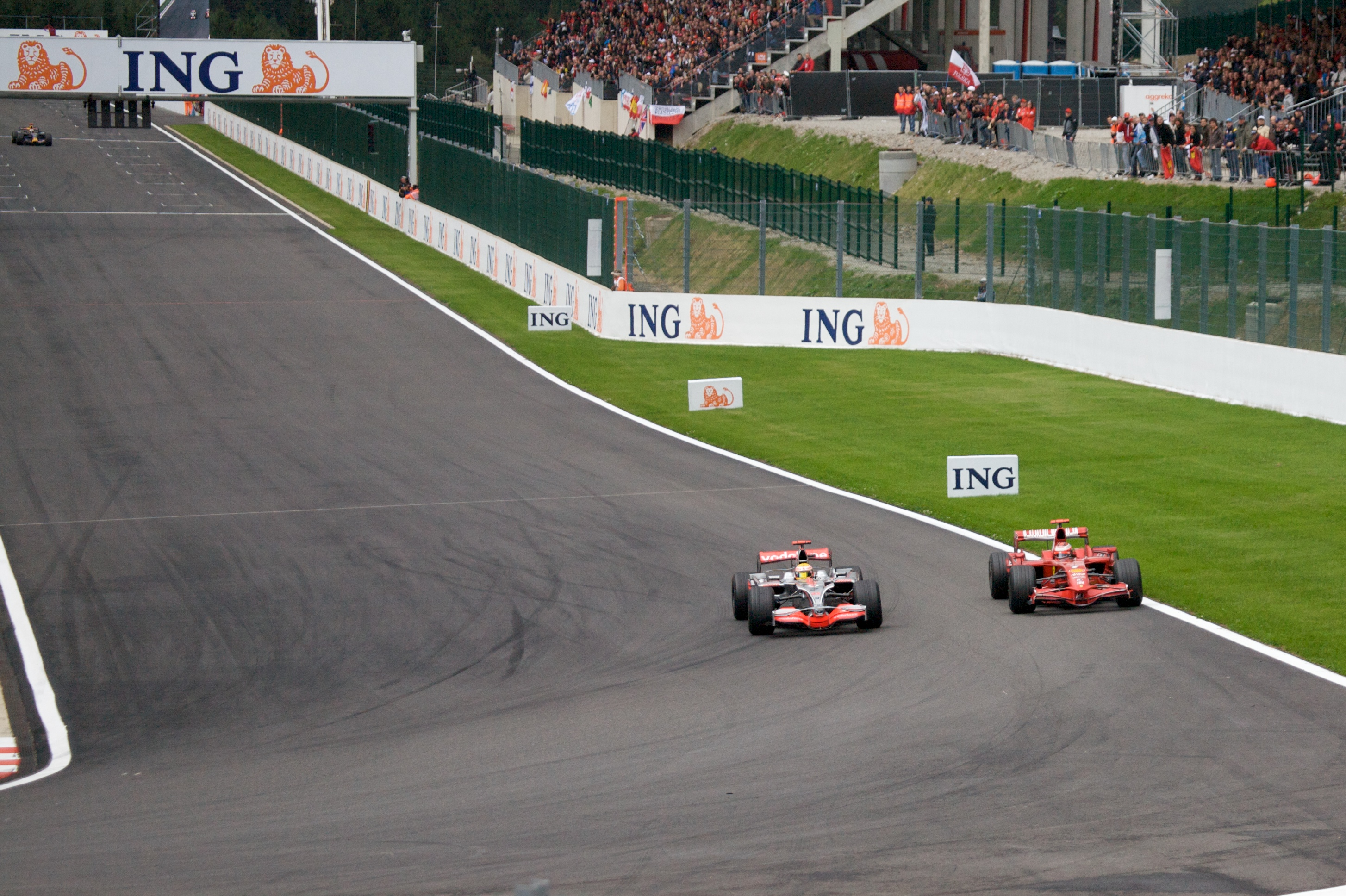
Lewis Hamilton und Kimi Räikkönen im Zweikampf

Der letzte Abschnitt (Q3) ging über eine Zeit von zwölf Minuten, in denen die ersten zehn Startpositionen vergeben wurden. Hamilton fuhr mit einer Rundenzeit von 1:47,338 Minuten die Bestzeit vor Massa und Kovalainen und sicherte sich so seine elfte Karriere-Pole.

### Rennen
Piquet jr. war der einzige Fahrer, der nicht mit den weicheren Trockenwetterreifen auf einer Strecke startete, die noch vom morgendlichen Regen trocknete. Der Brasilianer entschied sich für den härteren verfügbaren Reifen. Während des Rennens war eine starke Regenwahrscheinlichkeit vorhergesagt worden.

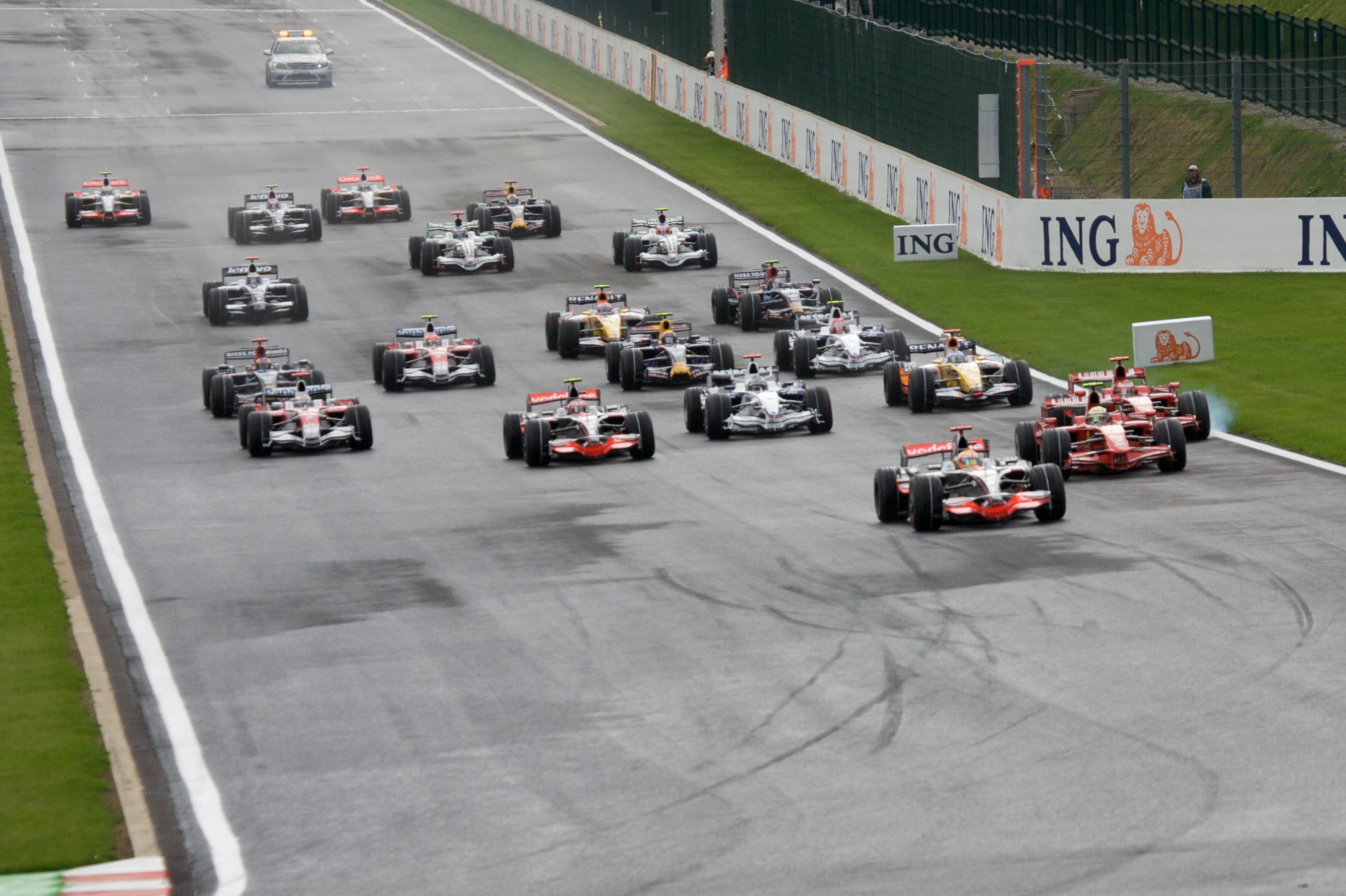
Der Rennstart

Mehrere Autos starteten auf der rutschigen Strecke langsam, allen voran Kovalainen. Die Hauptnutznießer waren Piquet jr. und Jarno Trulli, die jeweils fünf Plätze gutmachten. Trulli wurde in der ersten Kurve von hinten von Bourdais getroffen, der ebenfalls einen guten Start hatte. Der Toyota erlitt durch den Vorfall einen Diffusor- und Getriebeschaden und drehte sich später in der Runde. Auch Kovalainen und Heidfeld kollidierten am Start. Dadurch konnte Alonso mehrere Plätze gutmachen. Sebastian Vettel verbremste sich, kam neben die Strecke und verlor zwei Plätze. Giancarlo Fisichella kollidierte in der ersten Runde mit Nakajima und musste an die Box, um einen gebrochenen Frontflügel und Reifenschäden zu reparieren. Hamilton führte vor Räikkönen, der auf der Kemmel-Geraden seinen Ferrari-Teamkollegen Massa überholen konnte.
In der zweiten Runde drehte sich Hamilton in La Source und verlor auf der nächsten Geraden seinen Vorsprung an Räikkönen. Glock verlor in den ersten Runden mehrere Plätze aufgrund mangelnden Grips seiner Reifen.
In Runde zehn versuchte Kovalainen, Webber an der Bus Stop-Schikane zu überholen, traf Webber jedoch an der Seite, wodurch der Australier sich drehte. Obwohl der McLaren-Fahrer den Kontakt später als „einen Rennunfall“ abtat, wurde ihm eine Durchfahrtsstrafe auferlegt, die er in Runde 14 annahm und die ihn auf den 15. Platz zurückwarf.
Nach zehn Runden hatte Räikkönen einen Vorsprung von drei Sekunden vor Hamilton. Hamilton war in Runde elf der erste Führende, der an die Box ging, eine Runde später folgte Räikkönen. Massa und Alonso kamen in Runde 13 an die Box, Heidfeld eine Runde nach ihnen. Heidfelds BMW-Teamkollege Kubica kam in Runde 15 zusammen mit Bourdais an die Box. Räikkönen behielt nach der Runde der Boxenstopps seinen Vorsprung vor Hamilton, gefolgt von Massa, Alonso und Bourdais.
Piquet jr. schied in Runde 13 aus, nachdem er sich drehte und mit der Wand kollidierte. Nach dem Rennen machte der Renault-Fahrer feuchte Stellen auf der Strecke für den Vorfall verantwortlich und fügte hinzu: „Es ist eine Schande, denn ich bin mir sicher, dass wir heute etwas hätten tun können.“ In Runde 17 schied dann Rubens Barrichello mit einem Getriebeproblem aus.
Die ersten Neun fuhren in der gleichen Reihenfolge weiter, bis Räikkönen und Hamilton beide in Runde 25 ihre zweiten Boxenstopps einlegten. Alonso kam in Runde 27, Massa in Runde 28 und Heidfeld in Runde 31 an die Box. Bourdais und Kubica kamen in den Runden 32 und 33 an die Box.

Nach der zweiten Runde der Boxenstopps lag Räikkönen fünf Sekunden vor Hamilton, aber Hamilton kam im letzten Stint immer näher an Räikkönen heran, da die Reifen besser zu seinem McLaren-Mercedes passten. In Runde 41 begann es heftig zu regnen. Hamilton verkürzte den Rückstand auf Räikkönen auf unter eine Sekunde, immer noch sechs Sekunden vor Massa. Hamilton versuchte, Räikkönen an der Busstop-Schikane zu überholen, wurde jedoch gezwungen, die Schikane zu überqueren, um eine Kollision zu vermeiden. Infolgedessen führte Hamilton aus der Schikane heraus, erlaubte aber Räikkönen, ihn auf halber Strecke der Geraden erneut zu überholen. Hamilton überholte ihn dann beim Bremsen erneut an der Haarnadelkurve von La Source. Räikkönen versuchte, Hamilton wieder zu überholen, um die Position zurückzugewinnen, aber die Linie wurde vom Briten verteidigt, was dazu führte, dass Räikkönen mit seinem Vorderflügel Hamiltons Hinterreifen berührte. Es begann stärker zu regnen und Rosberg drehte sich in der Fagnes-Kurve, schloss sich wieder vor den beiden Spitzenreitern an und veranlasste Hamilton, auf den Rasen auszuweichen. In der nächsten Kurve drehte sich Räikkönen und gab Hamilton die Führung zurück. Räikkönen verlor dann in der Blanchimont-Kurve die Kontrolle über seinen Ferrari, kollidierte mit der Leitplanke und beendete sein Rennen.

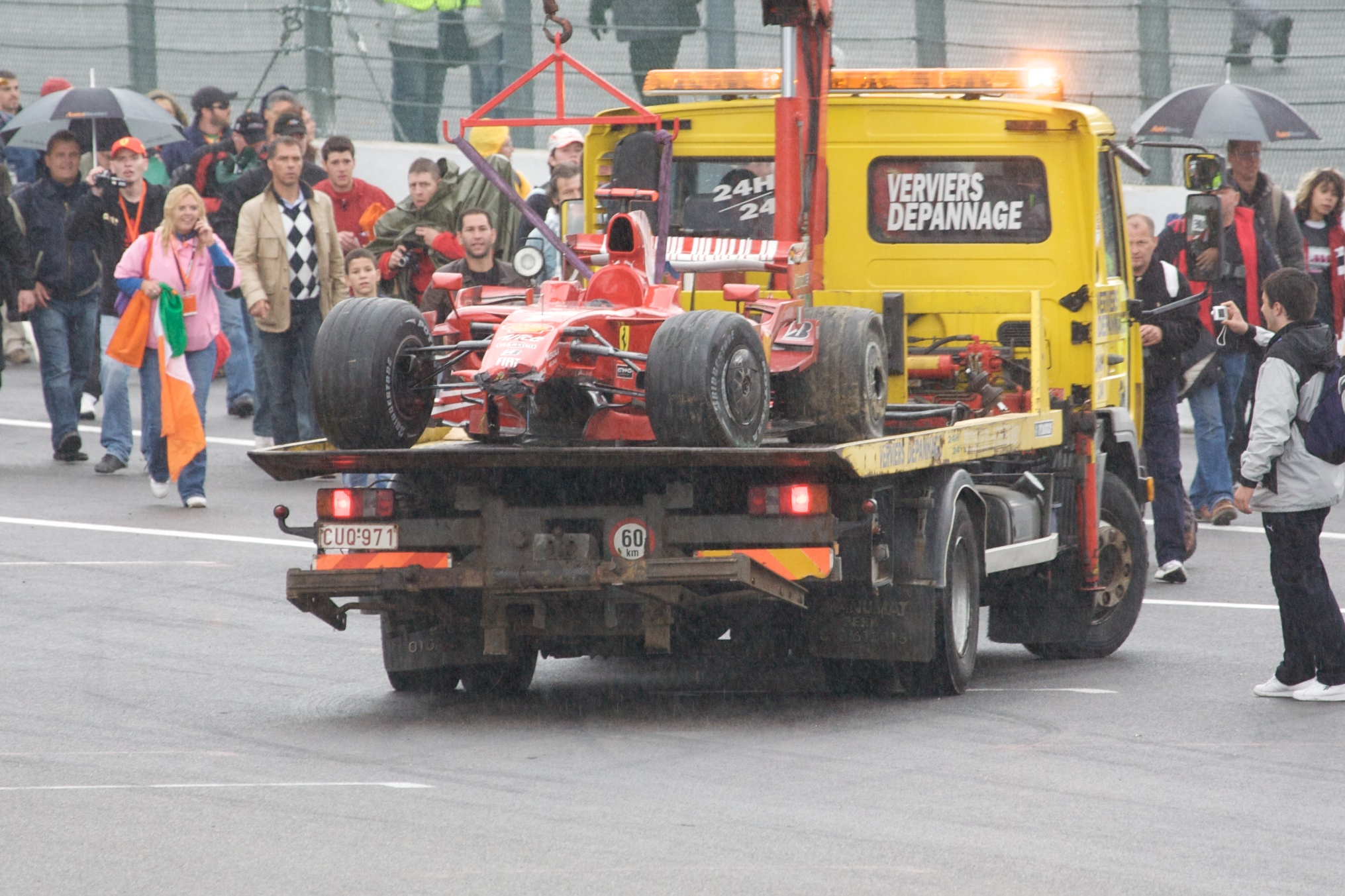
Räikkönen´s beschädigter Ferrari F2008

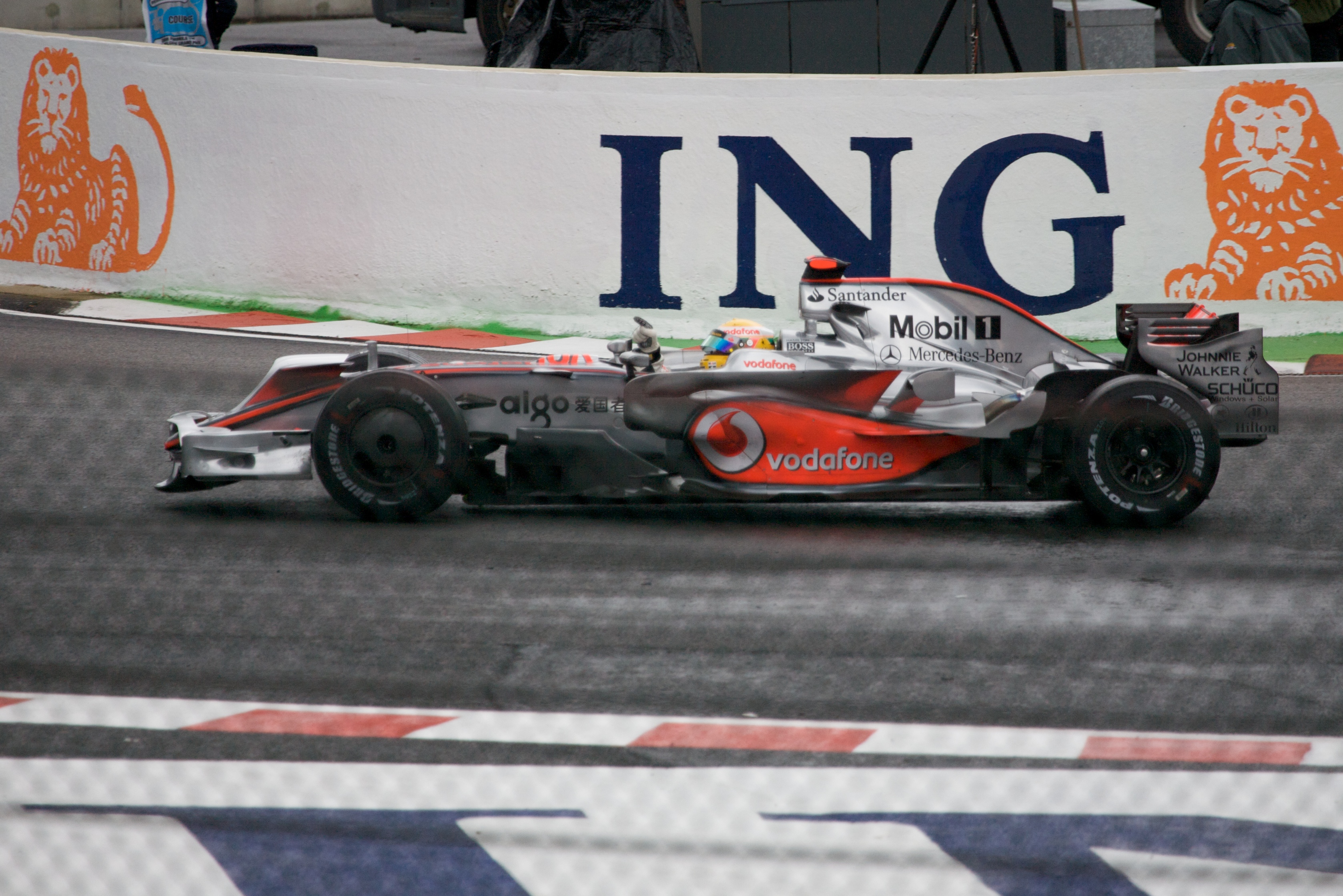
Hamilton feiert seinen vermeintlichen Sieg

Hamilton passierte die Ziellinie als Erster, wurde jedoch nachträglich wegen Abkürzens der Busstop-Schikane im Duell mit Räikkönen mit einer Zeitstrafe von 25 Sekunden belegt und als Dritter gewertet. McLaren legte gegen die Strafe offiziell Protest ein. Dieser wurde jedoch abgelehnt. Damit wurde Massa am grünen Tisch Sieger des Rennens. Timo Glock erhielt ebenfalls eine 25-Sekunden-Zeitstrafe wegen Überholens unter gelber Flagge und verlor dadurch Platz acht an Mark Webber.
Die schnellste Rennrunde fuhr Räikkönen mit 1:47,930 Minuten.
In der Fahrerwertung blieb Hamilton vor Massa in Führung, neuer Dritter war Robert Kubica. In der Konstrukteurswertung blieben die ersten drei Positionen unverändert.

## Meldeliste
| Team                      | Nr. | Fahrer               | Chassis           | Motor                | Reifen |
| ------------------------- | --- | -------------------- | ----------------- | -------------------- | ------ |
| Scuderia Ferrari Marlboro | 01  | Kimi Räikkönen       | Ferrari F2008     | Ferrari 2.4 V8       | B      |
| Scuderia Ferrari Marlboro | 02  | Felipe Massa         | Ferrari F2008     | Ferrari 2.4 V8       | B      |
| BMW Sauber F1 Team        | 03  | Nick Heidfeld        | BMW Sauber F1.08  | BMW 2.4 V8           | B      |
| BMW Sauber F1 Team        | 04  | Robert Kubica        | BMW Sauber F1.08  | BMW 2.4 V8           | B      |
| ING Renault F1 Team       | 05  | Fernando Alonso      | Renault R28       | Renault 2.4 V8       | B      |
| ING Renault F1 Team       | 06  | Nelson Piquet jr.    | Renault R28       | Renault 2.4 V8       | B      |
| AT&T Williams             | 07  | Nico Rosberg         | Williams FW30     | Toyota 2.4 V8        | B      |
| AT&T Williams             | 08  | Kazuki Nakajima      | Williams FW30     | Toyota 2.4 V8        | B      |
| Red Bull Racing           | 09  | ! David Coulthard    | Red Bull RB4      | Renault 2.4 V8       | B      |
| Red Bull Racing           | 10  | Mark Webber          | Red Bull RB4      | Renault 2.4 V8       | B      |
| Panasonic Toyota Racing   | 11  | Jarno Trulli         | Toyota TF108      | Toyota 2.4 V8        | B      |
| Panasonic Toyota Racing   | 12  | Timo Glock           | Toyota TF108      | Toyota 2.4 V8        | B      |
| Scuderia Toro Rosso       | 14  | Sébastien Bourdais   | Toro Rosso STR3   | Ferrari 2.4 V8       | B      |
| Scuderia Toro Rosso       | 15  | Sebastian Vettel     | Toro Rosso STR3   | Ferrari 2.4 V8       | B      |
| Honda Racing F1 Team      | 16  | Jenson Button        | Honda RA108       | Honda 2.4 V8         | B      |
| Honda Racing F1 Team      | 17  | Rubens Barrichello   | Honda RA108       | Honda 2.4 V8         | B      |
| Force India F1 Team       | 20  | Adrian Sutil         | Force India VJM01 | Ferrari 2.4 V8       | B      |
| Force India F1 Team       | 21  | Giancarlo Fisichella | Force India VJM01 | Ferrari 2.4 V8       | B      |
| Vodafone McLaren Mercedes | 22  | Lewis Hamilton       | McLaren MP4-23    | Mercedes-Benz 2.4 V8 | B      |
| Vodafone McLaren Mercedes | 23  | Heikki Kovalainen    | McLaren MP4-23    | Mercedes-Benz 2.4 V8 | B      |

Anmerkungen
1. ↑  McLaren-Mercedes fiel aufgrund einer Strafe infolge der Spionage-Affäre automatisch auf die letzte Position in der Teamrangliste

## Klassifikationen

### Qualifying
| Pos. | Fahrer               | Konstrukteur        | Q1       | Q2       | Q3       | Start |
| ---- | -------------------- | ------------------- | -------- | -------- | -------- | ----- |
| 01   | Lewis Hamilton       | McLaren-Mercedes    | 1:46,887 | 1:46,088 | 1:47,338 | 01    |
| 02   | Felipe Massa         | Ferrari             | 1:46,873 | 1:46,391 | 1:47,678 | 02    |
| 03   | Heikki Kovalainen    | McLaren-Mercedes    | 1:46,812 | 1:46,037 | 1:47,815 | 03    |
| 04   | Kimi Räikkönen       | Ferrari             | 1:46,960 | 1:46,298 | 1:47,992 | 04    |
| 05   | Nick Heidfeld        | BMW Sauber          | 1:47,419 | 1:46,311 | 1:48,315 | 05    |
| 06   | Fernando Alonso      | Renault             | 1:47,154 | 1:46,491 | 1:48,504 | 06    |
| 07   | Mark Webber          | Red Bull-Renault    | 1:47,270 | 1:46,814 | 1:48,736 | 07    |
| 08   | Robert Kubica        | BMW Sauber          | 1:47,093 | 1:46,494 | 1:48,763 | 08    |
| 09   | Sébastien Bourdais   | Toro Rosso-Ferrari  | 1:46,777 | 1:46,544 | 1:48,951 | 09    |
| 10   | Sebastian Vettel     | Toro Rosso-Ferrari  | 1:47,152 | 1:46,804 | 1:50,319 | 10    |
| 11   | Jarno Trulli         | Toyota              | 1:47,400 | 1:46,949 | ‒        | 11    |
| 12   | Nelson Piquet jr.    | Renault             | 1:47,052 | 1:46,965 | ‒        | 12    |
| 13   | Timo Glock           | Toyota              | 1:47,359 | 1:46,995 | ‒        | 13    |
| 14   | David Coulthard      | Red Bull-Renault    | 1:47,132 | 1:47,018 | ‒        | 14    |
| 15   | Nico Rosberg         | Williams-Toyota     | 1:47,503 | 1:47,429 | ‒        | 15    |
| 16   | Rubens Barrichello   | Honda               | 1:48,153 | ‒        | ‒        | 16    |
| 17   | Jenson Button        | Honda               | 1:48,211 | ‒        | ‒        | 17    |
| 18   | Adrian Sutil         | Force India-Ferrari | 1:48,226 | ‒        | ‒        | 18    |
| 19   | Kazuki Nakajima      | Williams-Toyota     | 1:48,268 | ‒        | ‒        | 19    |
| 20   | Giancarlo Fisichella | Force India-Ferrari | 1:48,447 | ‒        | ‒        | 20    |

### Rennen
| Pos. | Fahrer               | Konstrukteur        | Runden | Stopps | Zeit        | Start | Schnellste Runde |
| ---- | -------------------- | ------------------- | ------ | ------ | ----------- | ----- | ---------------- |
| 01   | Felipe Massa         | Ferrari             | 44     | 2      | 1:22:59,394 | 02    | 1:48,222 (26.)   |
| 02   | Nick Heidfeld        | BMW Sauber          | 44     | 3      | + 9,383     | 05    | 1:49,067 (36.)   |
| 03   | Lewis Hamilton       | McLaren-Mercedes    | 44     | 2      | + 10,539    | 01    | 1:48,135 (20.)   |
| 04   | Fernando Alonso      | Renault             | 44     | 3      | + 14,478    | 06    | 1:49,238 (25.)   |
| 05   | Sebastian Vettel     | Toro Rosso-Ferrari  | 44     | 2      | + 14,576    | 10    | 1:49,086 (16.)   |
| 06   | Robert Kubica        | BMW Sauber          | 44     | 2      | + 15,037    | 08    | 1:48,965 (36.)   |
| 07   | Sébastien Bourdais   | Toro Rosso-Ferrari  | 44     | 2      | + 16,735    | 09    | 1:49,002 (31.)   |
| 08   | Mark Webber          | Red Bull-Renault    | 44     | 2      | + 42,776    | 07    | 1:49,515 (34.)   |
| 09   | Timo Glock           | Toyota              | 44     | 2      | + 1:07,045  | 13    | 1:50,255 (37.)   |
| 10   | Heikki Kovalainen    | McLaren-Mercedes    | 43     | 3      | + 1 Runde   | 03    | 1:48,223 (35.)   |
| 11   | David Coulthard      | Red Bull-Renault    | 43     | 2      | + 1 Runde   | 14    | 1:50,177 (19.)   |
| 12   | Nico Rosberg         | Williams-Toyota     | 43     | 2      | + 1 Runde   | 15    | 1:50,656 (32.)   |
| 13   | Adrian Sutil         | Force India-Ferrari | 43     | 2      | + 1 Runde   | 18    | 1:50,487 (27.)   |
| 14   | Kazuki Nakajima      | Williams-Toyota     | 43     | 2      | + 1 Runde   | 19    | 1:50,970 (35.)   |
| 15   | Jenson Button        | Honda               | 43     | 2      | + 1 Runde   | 17    | 1:50,671 (19.)   |
| 16   | Jarno Trulli         | Toyota              | 43     | 2      | + 1 Runde   | 11    | 1:50,543 (32.)   |
| 17   | Giancarlo Fisichella | Force India-Ferrari | 43     | 3      | + 1 Runde   | 20    | 1:51,701 (17.)   |
| 18   | Kimi Räikkönen       | Ferrari             | 42     | 2      | + 2 Runden  | 04    | 1:47,930 (24.)   |
| ‒    | Rubens Barrichello   | Honda               | 19     | 1      | DNF         | 16    | 1:52,072 (10.)   |
| ‒    | Nelson Piquet jr.    | Renault             | 13     | 0      | DNF         | 12    | 1:51,118 (12.)   |

Anmerkungen
1. ↑  Hamilton gewann das Rennen, erhielt allerdings eine Zeitstrafe von 25 Sekunden wegen Abkürzens und rutschte auf den dritten Platz
2. ↑  Glock beendete das Rennen als Achter, erhielt allerdings eine Zeitstrafe von 25 Sekunden wegen unerlaubten Überholens

## WM-Stände nach dem Rennen
Die ersten Zehn des Rennens bekamen 10, 8, 6, 5, 4, 3, 2 bzw. 1 Punkt(e).
| Pos. | Fahrer            | Konstrukteur     | Punkte |
| ---- | ----------------- | ---------------- | ------ |
| 01   | Lewis Hamilton    | McLaren-Mercedes | 76     |
| 02   | Felipe Massa      | Ferrari          | 74     |
| 03   | Robert Kubica     | BMW Sauber       | 58     |
| 04   | Kimi Räikkönen    | Ferrari          | 57     |
| 05   | Nick Heidfeld     | BMW Sauber       | 49     |
| 06   | Heikki Kovalainen | McLaren-Mercedes | 43     |
| 07   | Jarno Trulli      | Toyota           | 26     |
| 08   | Fernando Alonso   | Renault          | 23     |
| 09   | Mark Webber       | Red Bull-Renault | 19     |
| 10   | Timo Glock        | Toyota           | 15     |
| 11   | Nelson Piquet jr. | Renault          | 13     |

| Pos. | Fahrer               | Konstrukteur        | Punkte |
| ---- | -------------------- | ------------------- | ------ |
| 12   | Sebastian Vettel     | Toro Rosso-Ferrari  | 13     |
| 13   | Rubens Barrichello   | Honda               | 11     |
| 14   | Nico Rosberg         | Williams-Toyota     | 09     |
| 15   | Kazuki Nakajima      | Williams-Toyota     | 08     |
| 16   | David Coulthard      | Red Bull-Renault    | 06     |
| 17   | Sébastien Bourdais   | Toro Rosso-Ferrari  | 04     |
| 18   | Jenson Button        | Honda               | 03     |
| 19   | Giancarlo Fisichella | Force India-Ferrari | 0      |
| 20   | Adrian Sutil         | Force India-Ferrari | 0      |
| 21   | Takuma Satō          | Super Aguri-Honda   | 0      |
| 22   | Anthony Davidson     | Super Aguri-Honda   | 0      |

### Konstrukteurswertung
| Pos. | Konstrukteur     | Punkte |
| ---- | ---------------- | ------ |
| 01   | Ferrari          | 131    |
| 02   | McLaren-Mercedes | 119    |
| 03   | BMW Sauber       | 107    |
| 04   | Toyota           | 041    |
| 05   | Renault          | 036    |
| 06   | Red Bull-Renault | 025    |

| Pos. | Konstrukteur        | Punkte |
| ---- | ------------------- | ------ |
| 07   | Williams-Toyota     | 17     |
| 08   | Toro Rosso-Ferrari  | 17     |
| 09   | Honda               | 014    |
| 10   | Force India-Ferrari | 0      |
| 11   | Super Aguri-Honda   | 0      |